# Cattleya labiata
Cattleya labiata Lindl., 1824 è una pianta della famiglia delle Orchidacee endemica del Brasile.

## Descrizione
È un'orchidea di grandezza variabile, epifita, con pseudobulbi leggermente compressi, a forma di clava, sottesi da sottili guaine verdi a trama fine, con una sola foglia oblunga, coriacea, ad apice ottuso.
 La fioritura avviene soprattutto in autunno fino all'inizio dell'inverno ed è costituita da una breve infiorescenza avvolta da una doppia guaina coriacea che porta da 2 a 5 fiori. Questi sono veramente spettacolari sia per dimensioni (anche 17 centimetri di grandezza) sia per la bellezza: petali e sepali sono rosa carico spesso sfumato di bianco, il labello è molto appariscente, a forma di tromba di colore rosso porpora e talvolta giallo, con bordi frastagliati.

## Distribuzione e habitat
La specie è originaria del Brasile.
Cresce epifita da 600 a 900 metri.

## Sinonimi
Epidendrum labiatum  (Lindl.) Rchb.f., 1861, nom. illeg.

Cattleya perrinii Endl. 1845, nom. illeg.

Cattleya lemoniana Lindl., 1846

Cattleya labiata var. candida Lindl., 1850

Cattleya labiata var. picta Lindl., 1850

Cattleya pallida Lindl. & Paxton, 1851

Cattleya rollissonii T.Moore, 1861

Epidendrum labiatum var. lemonianum (Lindl.) Rchb.f., 1862

Epidendrum labiatum var. pallidum (Lindl. & Paxton) Rchb.f., 1862

Epidendrum labiatum var. pictum (Lindl.) Rchb.f., 1862

Cattleya labiata var. crocata Rchb.f., 1882

Cattleya leeana auct., 1883

Cattleya massangeana Rchb.f., 1883

Cattleya regalis auct., 1883

Cattleya nalderiana Rchb.f., 1885

Cattleya peetersii André, 1885

Cattleya bullieri Carrière, 1886

Cattleya labiata var. wilsoniana Rchb.f., 1887

Cattleya labiata var. rochellensis Rchb.f., 1888

Cattleya labiata var. warocqueana (Linden) Rolfe, 1890

Cattleya warocqueana Linden, 1890

Cattleya labiata var. alba Linden & Rodigas, 1892

Cattleya oweniana auct.,  1892

Cattleya labiata autumnalis Pynaert, 1893

Cattleya labiata var. petersii Rolfe, 1894

Cattleya labiata var. coerulea Rolfe, 1895

Cattleya labiata f. albo-oculata Cogn., 1897

Cattleya labiata f. purpureostriata Cogn., 1897

Cattleya labiata var. petersii-marmorata Cogn. & A.Gooss., 1898

Cattleya labiata var. beyrodtiana Schltr., 1914

Cattleya labiata var. albo-oculata (Cogn.) L.C.Menezes, 1987

Cattleya labiata var. purpureostriata (Cogn.) L.C.Menezes, 1987

Cattleya labiata var. amesiana L.C.Menezes, 2002

Cattleya labiata var. amoena L.C.Menezes, 2002

Cattleya labiata var. atropurpurea L.C.Menezes, 2002, nom. illeg.

Cattleya labiata var. caerulea L.C.Menezes, 2002, nom. illeg., non coerulea Rolfe.

Cattleya labiata var. concolor L.C.Menezes, 2002

Cattleya labiata var. purpureolineata L.C.Menezes, 2002

Cattleya labiata var. semialba L.C.Menezes, 2002

Cattleya labiata f. alba (Linden & Rodigas) F.Barros & J.A.N.Bat., 2004

Cattleya labiata var. brennandiana L.C.Menezes, 2005

Cattleya labiata f. candida (Lindl.) M.Wolff & O.Gruss, 2007

Cattleya labiata f. coerulea (Rolfe) M.Wolff & O.Gruss, 2007

## Coltivazione
Questa pianta richiede esposizione a mezz'ombra e temperature da calde a fresche.